# ハワード・A・ラスク

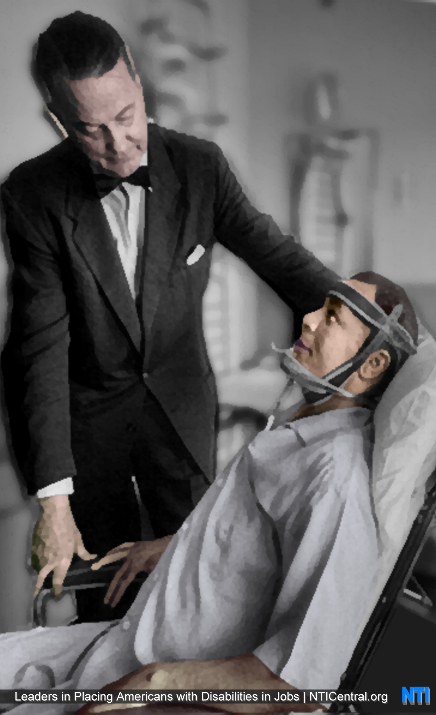
ハワード・Ａ・ラスクとロイ・キャンパネラ

ハワード・Ａ・ラスク (Howard A. Rusk, 1901年4月9日 - 1989年11月4日) は著名な医師であり、ラスク・リハビリテーション医学研究所の創設者。リハビリテーション医学の創始者であるとされる。
ミズーリ州ブルックフィールド生まれ。1950年代の「平和のための健康」運動に参加し、国際問題であったリハビリテーション医学にアメリカがより参加するよう、その取り組みを支援していた。 ヨハネ・パウロ2世センターの平和のための祈念と研究のパーチェム・イン・テリス賞の最初の受賞者である。

## 教育
ミズーリ大学を1923年に卒業し、1925年にペンシルベニア大学 医学大学院から医学学位を取得した。

## 遺したもの
- 1950年にニューヨーク大学メディカルセンターに物療学とリハビリテーション研究所を設立した。のちにリハビリテーション医学研究所に改名し、1984年にはラスクに敬意を表してラスク・リハビリテーション医学研究所と改名した。
- 1952年にブロック・チザムとともにアルバート・ラスカー公益事業賞(現在のメアリー・ウッダード・ラスカー公益事業賞)を受賞した。
- 1954年に米韓財団の代表に選出された。
- 1955年に世界リハビリテーション基金を設立した。
- 1964年、蒋介石夫人としても知られる宋美齢がラスクと他の4人のリハビリ専門家が台湾を訪れるために民間機を送った。3年後、ポリオや小児まひと呼ばれることもある急性灰白髄炎に特化した中心リハビリテーション医学センターを設立した。
- 1977年に恵まれない人々の利益となる偉大な公共事業を起こしたということでジェファーソン賞（英語版）を受賞した[3]。